# ماناسا فاراناسي
ماناسا فاراناسي (مواليد 21 مارس 1997) عارضة أزياء هندية وحاملة لقب ملكة جمال الهند والتي توجت ملكة جمال الهند لعام 2020. مثلت ولاية تيلانجانا في 10 فبراير 2021 في مسابقة ملكة جمال الهند 2020.  ، توجت بلقب ملكة جمال الهند العالمية 2020 من قبل حامل اللقب المنتهية ولايته سومان راو في فندق حياة ريجنسي ، مومباي. خلال حفل المسابقة الفرعية للملكة ، فازت بجائزة «ملكة جمال رامبووك». ستمثل بلدها الهند في مسابقة ملكة جمال العالم 2021 ، التي ستقام في 16 ديسمبر 2021 في سان خوان ، بورتوريكو.

## نشأتها
ولد ماناسا فاراناسي في حيدر آباد ، تيلانجانا إلى رافي سانكار وشيلاجا. انتقلت إلى ماليزيا في سن مبكرة بسبب عمل والدها ودرست في المدرسة الهندية العالمية وأكملت الصف العاشر هناك في وقت لاحق عادت إلى الهند وأكملت تعليمها المتوسط ثم درست علوم الكمبيوتر في كلية فاسافي للهندسة ، حيدر أباد. بعد أن أكملت تعليمها وتخرجت بدرجة في علوم الكمبيوتر.